# Рік Гільєр
Генерал Річард Дж. Гільєр (англ. 'Rick J. Hillier) OC CMM ONL MSC CD (1 липня 1955, Кемпбелтон, Ньюфаундленд) — начальник канадського штабу оборони, (найвища військова посада в Канаді) у 2004—2008 роках. 1 липня 2008 року його замінив на посаді Волтер Натинчик.

## Життєпис
Після навчання на біології в Університеті Ньюфаундленда та пізнішої військової освіти на офіцера бронетанкових військ він пішов на службу до свого першого полку, гусарів принцеси Луїзи в Петававі, Онтаріо. Потім його перевели до Королівських канадських драгунів. Разом з цим підрозділом він також служив у Німеччині і пізніше став його командиром.
Протягом своєї кар’єри генерал Гільєр командував військами чисельністю від взводів до багатонаціональних збройних сил у Канаді, Європі, Азії та Сполучених Штатах.
У 2000 році він прийняв командування багатонаціональною дивізією «Північний Захід» у стабілізаційних силах SFOR під егідою НАТО в Боснії і Герцеговині .
У 2003 році він став головнокомандувачем канадськими збройними силами, а невдовзі — командувачем сил МССБ в Афганістані.
Від 4 лютого 2005 до 1 липня 2008 року генерал Гільєр був начальником Штабу оборони Канади.
Одружений, має двох синів.

## Гільєр і Україна
Генерал Гільєр неодноразово висловлювався щодо стратегічіних потреб України у її захисті від російської агресії. Він вважає, що самих санкцій проти Росії недостатньо, бо вони не зупинять російських ракет і бомб. Він вважає, що Канада має дати українцям протитанкову зброю, яка б'є на 5-6 км, щоб не треба було воювати на вулицях міст, але діставати російські танки ще далеко на дорогах. Треба дати українцям ракети наземного базування, які дістали б російські літаки на всіх висотах. Українці потребують ракети «Гарпун», щоб зняти загрозу штурму з моря українських портових міст. Він казав, що коли Канада сама не має певного типу зброї, вона може закупити зброю для України в інших місцях, питання лише в коштах. Побувавши в Україні у складі канадської делегації, Рік Гільєр став головою дорадчої ради з питань військової допомоги Україні при Конґресі Українців Канади. Серед своїх цілей на цій посаді Гільєр назвав:
- забезпечити формування броньованої резервної одиниці у складі 250 канадських Light Armoured Vehicles (LAV-3s), 50 танків Leopard, всіх які знайдуться канадських гаубиць M777 та розвідувальних і ремонтних машин, запчастин і боєприпасів;
- організувати інтенсивну тренінгову програму на польській або західноукраїнській території для Військ територіальної оборони або силами канадських військових, або найнявши приватну компанію;
- надати підтримку уряду України у створенні Міністерства у справах ветеранів, щоб надавати допомогу і підтримку ветеранам та їх сім'ям.

## Вебпосилання
- Генеральний штаб Канади
- Відомі канадці